# Министерство финансов США
Министерство финансов США / Департамент казначейства США (англ. United States Department of the Treasury) — один из органов исполнительной власти США.
В функции министерства входит разработка и исполнение экономической и денежной политики США, регулирование экспорта и импорта, контроль за деятельностью банковских и финансовых организаций, сбор налогов, эмиссия банкнот и чеканка металлических монет.

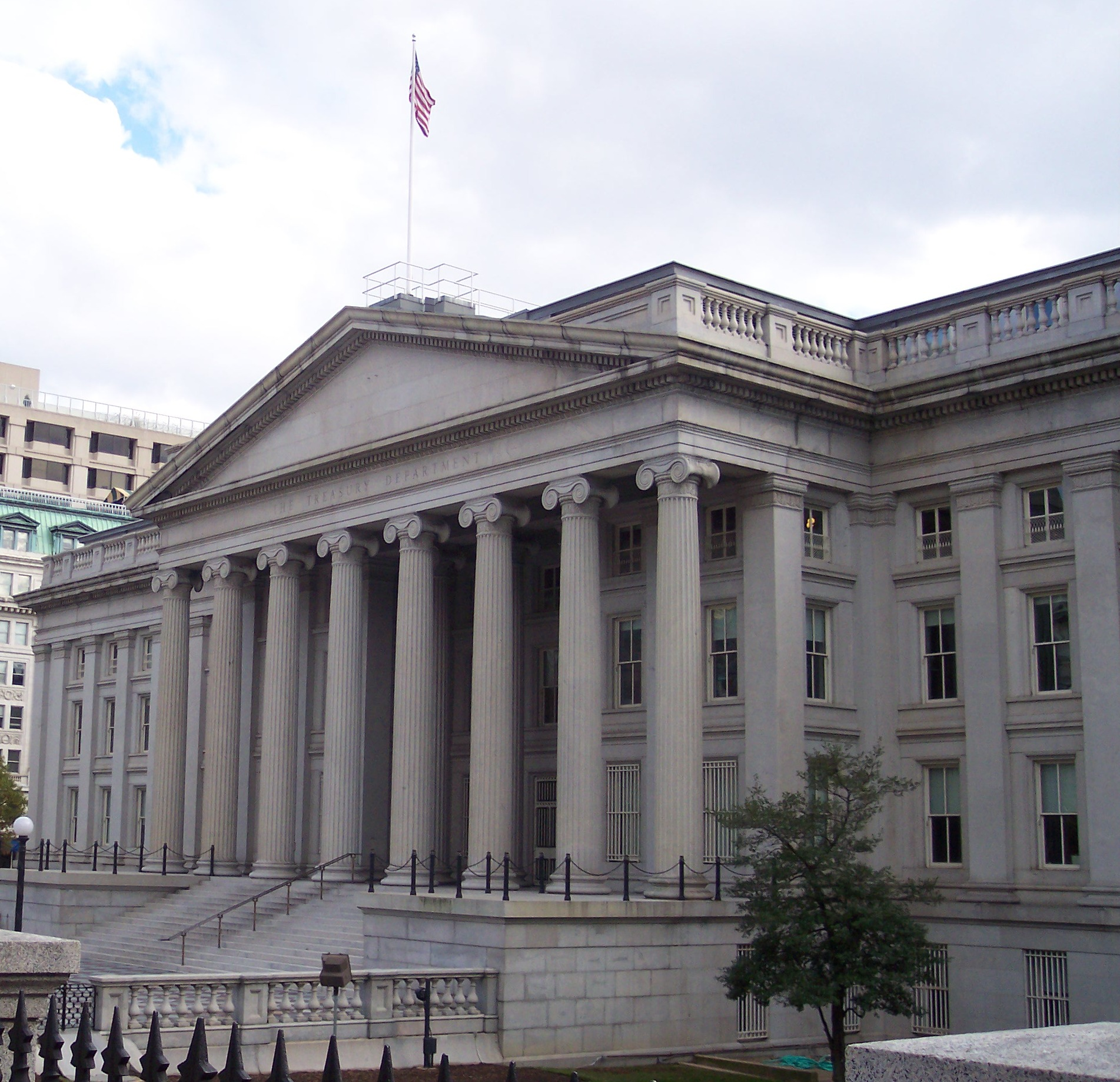
Здание Министерства финансов США

Министерство имеет право финансировать государственные расходы за счёт сбора налогов, размещения долларовых займов путём выпуска облигаций Казначейства и увеличения государственного долга в пределах, устанавливаемых Конгрессом. Деятельностью министерства руководит секретарь Департамента Казначейства США (на русский язык должность обычно переводится как министр финансов). 13 февраля 2017 сенат США утвердил Стивена Мнучина на должность главы Казначейства.

## История

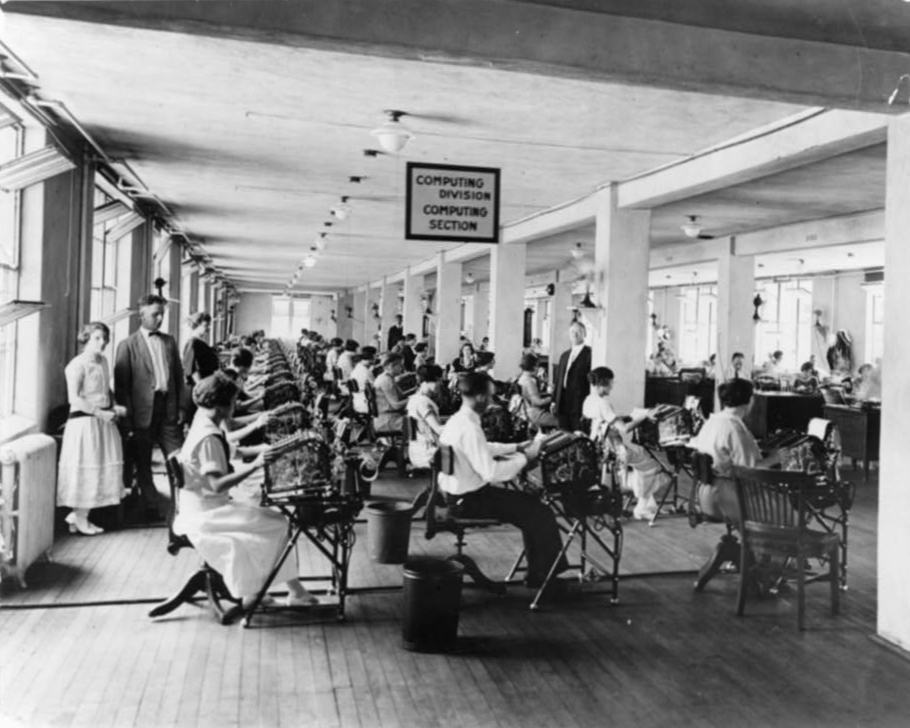
«Computing Division» Министерства финансов. 1920-е

Было создано в 1789 году. До этого (с 1781 по 1784 год) финансами Континентального конгресса руководил Роберт Моррис, должность которого называлась «суперинтендант финансов». В 1784—1789 годы финансами Конгресса руководил совет из трёх комиссаров.
С 2003 года ряд агентств, ранее подведомственных министерства, такие как Федеральный учебный центр, таможенная служба Соединённых Штатов и Секретная служба США, были переданы в ведение Министерства внутренней безопасности США, а Бюро алкоголя, табака, огнестрельного оружия и взрывчатых веществ — в ведение Министерства юстиции. При этом вопросы, связанные с законным оборотом алкогольной и табачной продукции, остались в ведении Бюро по налогам и торговле алкогольной и табачной продукцией.

## Организационная структура и функции

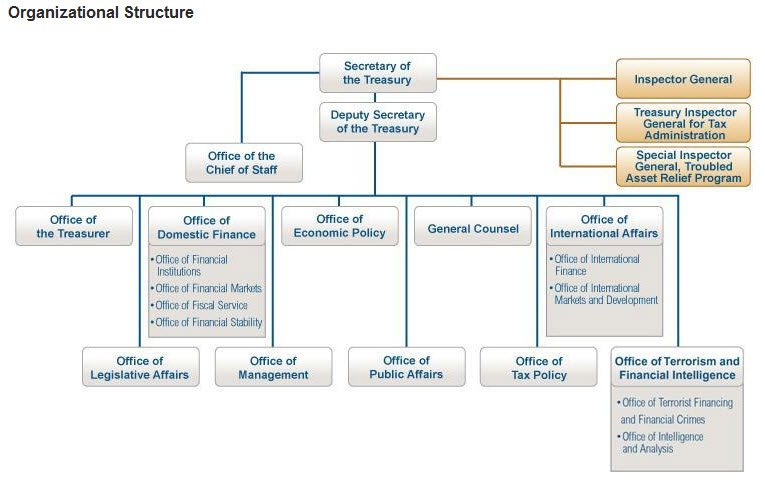
Организационная структура Министерства финансов США

Основные функции министерства финансов включают:
- Управление государственной финансовой системой США;
- Сбор налогов и государственных сборов США и финансирование деятельности государственных органов США;
- Выпуск почтовых марок, денежных знаков и чеканка монет США;
- Управление финансовой деятельностью правительства США и государственным долгом США;
- Надзор за национальными банками и сберегательными учреждениями;
- Консультирование по вопросам внутренней и международной валютно-финансовой, экономической, торговой и налоговой политики;
- Обеспечение соблюдения федерального финансового и налогового законодательства;
- Расследование и уголовное преследование уклоняющихся от уплаты налогов;
- Издание государственной финансовой отчетности.

В области контроля финансовой деятельности исполнительной власти министерство финансов контролирует и консультирует деятельность Административно-бюджетного управления Аппарата президента США. В области контроля финансовой деятельности законодательной власти министерство контролирует и консультирует деятельность Объединённого комитета по вопросам налогообложения Конгресса США и Управления Конгресса США по бюджету.